# Mirin
Mirin (味醂 eller みりん) er en sød risvin fra det japanske køkken. Den minder om sake men har en lavere andel af alkohol og højere andel af sukker. Sukkerindholdet er et komplekst kulhydrat, der skabes naturligt ved fermenteringen, og er ikke raffineret sukker. Andelen af alkohol formindskes yderligere, når væsken bliver opvarmet.
Der er tre overordnede typer af mirin. Den første er hon mirin (bogst.: sand mirin), der har ca. 14 % alkohol, og som produceres gennem en 40-60 dage lang mæskeproces. Den anden er shio mirin, der indeholder alkohol samt 1,5 % salt for at undgå spiritusafgifter. Den tredje er shin mirin (bogst.: ny mirin), eller mirin-fu chomiryo (bogst.: mirinagtig krydderi), der indeholder mindre end 1 % alkohol, men som har den samme aroma.
I Edo-perioden (1603-1868) blev mirin drukket som amazake. Toso, der traditionelt drikkes til nytår, kan laves ved at dyppe en krydderiblanding i mirin.
I Kansai bliver mirin kogt lidt før brug, for at noget af alkoholen kan fordampe, mens man i Kantou bruger mirin, som det er. Mirin kogt på Kansai-måden kaldes for nikiri mirin (煮切り味醂) (bogst.: gennemkogt mirin).
Mirin bruges til at give stegte fisk et lyst anstrøg eller for at fjerne fiskelugten. En lille smule bruges ofte i stedet for sukker og sojasovs. Der bør dog ikke overdrives, for aromaen er ret stærk. Det bruges nogle gange sammen med sushi. Derudover bruges mirin i teriyakisovs.
Mirin-industrien har udnævnt 30. november til hon-mirin-dag, for i et ordspil lyder datoen som '11' (いい, god) og '30' (みりん, mirin).